# ازدواج (فیلم ۱۹۷۴)
ازدواج (به هندی: Parinay) و (به انگلیسی: Espousal) فیلمی هندی محصول سال ۱۹۷۴ و به کارگردانی کانتیال راتود است. در این فیلم بازیگرانی همچون شبانه اعظمی، آشا ساچدو، دینش تاکور، پریتی گانگولی و تی. پی جین ایفای نقش کرده‌اند.